# Marian Janoszka
Marian Janoszka (ur. 6 stycznia 1961 w Świerklańcu) – polski piłkarz grający na pozycji napastnika oraz trener piłkarski.
Swoją karierę zaczął w 1977 jako piłkarz Ruchu Radzionków, gdzie grał nieprzerwanie do 1989, kiedy to przeniósł się na jeden sezon do SV Senftenberg i ponownie wrócił do Radzionkowa. W 1992 odszedł do GKS Katowice, z którym w 1993 zdobył Puchar Polski. W 1995 ponownie wrócił do Ruchu Radzionków, z którym występował w ekstraklasie, a w 2002 przeszedł do Sparty Lubliniec, potem do GKS-u Tychy. W 2004 przeniósł się do Strażaka Mierzęcice.
Od 2011 roku był trenerem Rozwoju Olszyna, z którym w sezonie 2011/2012 awansował do lublinieckiej klasy A.
Ojciec Łukasza, grającego w Ruchu Chorzów.